# Wolfgang Ernst von Eller
Wolfgang Ernst von Eller (* 1610 auf Laubach bei Mettmann; † 4. August 1680 in Pyrmont) war kurbrandenburger Generalmajor, Geheimer Kriegsrat sowie Gouverneur von Minden, Landdrost in Ravensberg und Gubernator von Sparrenberg.

## Leben

### Herkunft
Seine Eltern waren der Erbherr auf Laubach Jobst Hermann von Eller und dessen Ehefrau Dorothea, geborene von Wulffen.

### Militärkarriere
Er war 1644 Rittmeister im Regiment „Burgsdorff“. Als der Oberst Konrad von Burgsdorff am 24. April 1647 die Festung Sparrenberg besetzte, wurde Eller zu deren Kommandant sowie zum Landdorst der Grafschaft Ravensberg ernannt. Am 22. August 1647 besetzte er in Westfalen auch Herford, das den Kurfürsten nicht anerkennen wollte. Im Jahr 1655 warb Eller ein Regiment und ging mit diesem nach Preußen. Während des Krieges von 1656/58 nahm er an den Feldzügen in Preußen, Polen und Holstein teil, darunter auch in der Schlacht bei Warschau. Am 8. Oktober 1658 wurde er durch den Kurfürsten zum Generalmajor und Geheimen Kriegsrat ernannt.
Am 27. Mai 1669 erhielt Eller den Auftrag, ein Regiment zu werben. Davor erhielt er selber aber nur eine Kompanie. Am 27. Mai 1669 wurde die Kompanie von 200 Mann zu Pferd von Minden nach Zülichau und Crossen verlegt. Während des Holländischen Krieges warb er 1672 eine neue Eskadron, die nach dem Frieden von Vossem aber bereits wieder aufgelöst wurde. Eller wurde am 25. Februar 1673 zum Gouverneur von Minden ernannt. Im Herbst 1675 warb er wieder ein Regiment zu Pferd und erhielt zudem das Oberkommando über alle Festungen in Minden-Ravensberg. Zudem erhielt er am 20. Februar 1676 Sitz und Stimme in der Regierung in Minden. 
Er war Erbherr von Lobach, Busteded und Callendorf. Eller starb am 4. August 1680 in Pyrmont.

### Familie
Er war mit Juliane Charlotte von Kalkum genannt Leuchtmar verheiratet. Sie wurde später Oberhofmeisterin des Fürstin Radziwill. Das Paar hatte mehrere Kinder, darunter:
- Wilhelm Adolf Christoph, kurbrandenburgischer Oberst ⚭ Agnes Anna von Leidenbaum
- Wilhelm Christoph
- Anna Katharina
- Simon Jost Hermann
- Sophie Wilhelmine Johanna[2]

⚭ Friedrich Wilhelm von Syberg zum Cleff (* 27. Juli 1650; † 28. Oktober 1681)
⚭ Johann von der Reck zu Untrop